# TBS木曜10時枠の連続ドラマ
TBS木曜10時枠の連続ドラマは、TBS系列で、1977年から2008年まで木曜日22:00から放送されていたテレビドラマの一覧である。1990年放送の『浮浪雲』から1999年放送の『P.S. 元気です、俊平』までは「木曜ドラマ」と呼称されていた。

## 概要
木曜22時台では本枠とは別に、「木下恵介・人間の歌シリーズ」（1970‐1977年）や 「木曜座」（1978‐1983年）およびカネボウグループの一社提供によるドラマ枠として「カネボウ木曜劇場」（2002‐2003年）と呼ばれる一連のドラマシリーズが放映されていた。
本枠では主に大人向けのドラマを中心に放送されており、代表的な作品には『長男の嫁』（1994年）、『真昼の月』（1996年）、『ストーカー・誘う女』（1997年）、『魔女の条件』（1999年）などがあった。
東京放送ホールディングス（現・TBSホールディングス）のグループ会社であるドリマックス・テレビジョン（旧・木下プロダクション、現・TBSスパークル）制作の作品が多く放送されているのも特徴の1つである。また制作プロダクション名が無い作品はTBSの局制作（2000年4月～2004年9月はTBSエンタテインメント、2004年10月以降はTBSテレビ名義）となっていた。
TBS系列局外の秋田県ではTBS木曜10時のドラマ作品によって、日本テレビ系列の秋田放送で放送される場合がある（『高原へいらっしゃい リメイク版』は、同県テレビ朝日系列の秋田朝日放送で放送された）。
本枠の開始後も度々ドラマ枠とバラエティ枠が入れ替わることの多かった木曜22時台であるが、2008年1月期の『だいすき!!』を最後に当枠でのドラマ枠は終了し、当枠の実質の後継枠として、39年ぶりに復活する土曜夜8時のドラマ枠が設定された。
2008年4月から木曜22時枠は嵐が司会を務めるバラエティ番組『社会科ナゾ解明TVひみつのアラシちゃん!→ひみつの嵐ちゃん!』が後番組としてスタートしたことに伴い、木曜夜10時台としては2002年3月終了の『ここがヘンだよ日本人』以来6年ぶりとなるバラエティ番組による編成となり、2023年現在は『櫻井・有吉THE夜会』が放送されている。

## 平均視聴率10傑
- 1位　魔女の条件（1999年）21.5%
- 2位　真昼の月（1996年）20.7%
- 3位　長男の嫁（1994年）20.5%
- 4位　ストーカー・誘う女（1997年）19.2%
- 5位　長男の嫁2〜実家天国（1995年）15.5%
- 6位　義務と演技（1996年）15.2%
- 7位　不機嫌な果実（1997年）14.7%
- 8位　ひと夏のラブレター（1995年）14.6%
- 9位　男嫌い（1994年）14.6%
- 10位　女系家族（2005年）13.8%

## 放送作品一覧
タイトル末尾に＊が付記された作品はドリマックス制作。

### 第1期
- 新選組始末記（1977年4月 - 9月）
- おせん（1977年10月 - 12月）
- 舞いの家（1978年1月 - 3月）

### 第2期
- 浮浪雲（1990年10月 - 1991年3月） 原作：ジョージ秋山（小学館ビッグコミックオリジナル掲載）

### 第3期
- 眠れない夜をかぞえて（1992年4月 - 6月）
- キライじゃないぜ（1992年7月 - 9月）　制作：AVEC

### 第4期

#### 1994年
- 長男の嫁（主演：浅野ゆう子）
- 男嫌い（主演：菊池桃子）
- 家族A（主演：野村宏伸、夏川結衣）

#### 1995年
- 私、味方です（主演：舘ひろし、石黒賢） ＊
- 魔の季節（主演：松坂慶子）
- ひと夏のラブレター（主演：松下由樹） ＊
- 長男の嫁2〜実家天国（主演：浅野ゆう子）

#### 1996年
- リスキー・ゲーム（主演：松下由樹） - 製作：イースト
- 結婚しようよ（主演：江口洋介）
- 真昼の月（主演：織田裕二、常盤貴子）
- 義務と演技（主演：浅野ゆう子） - 原作：内館牧子（幻冬舎刊）、製作：ホリプロ

#### 1997年
- ストーカー・誘う女（主演：陣内孝則、雛形あきこ） - 製作：大映テレビ
- 友達の恋人（主演：桜井幸子、瀬戸朝香）
- 智子と知子（主演：田中美佐子、飯島直子）
- 不機嫌な果実（主演：石田ゆり子） - 原作：林真理子（文藝春秋文春文庫刊）

#### 1998年
- スウィート・シーズン（主演：松嶋菜々子、椎名桔平）
- ラブ・アゲイン（主演：渡部篤郎、石田ひかり） ＊
- ラブとエロス（主演：浅野温子）
- 仮面の女（主演：雛形あきこ、石田純一） - 製作：大映テレビ

#### 1999年
- ママチャリ刑事（主演：浅野ゆう子、田中美佐子） - 原作：小松江里子『今日もママチャリが行く』より
- 魔女の条件（主演：松嶋菜々子、滝沢秀明）
- P.S. 元気です、俊平（主演：堂本光一、瀬戸朝香） - 原作：柴門ふみ（講談社ヤングマガジンKC刊）

### 第5期

#### 2003年
- あなたの人生お運びします!（主演：藤原紀香、山口智充）
- 高原へいらっしゃい（主演：佐藤浩市） - 制作：MMJ※これよりHV制作
- マンハッタンラブストーリー（主演：松岡昌宏）

#### 2004年
- ドールハウス〜特命女性捜査班〜（主演：松下由樹、安達祐実）
- 新しい風（主演：ともさかりえ、吉田栄作） ＊
- バツ彼（主演：高橋克典、高嶋政伸）
- ホットマン2（主演：反町隆史） - 原作：きたがわ翔（集英社ヤングジャンプ・コミックス刊）、制作：AVEC

#### 2005年
- H2〜君といた日々（主演：山田孝之） - 原作：あだち充（小学館少年サンデーコミックス刊）、制作：オフィスクレッシェンド
- 汚れた舌（主演：飯島直子） - 制作：テレパック
- 女系家族（主演：米倉涼子） ＊ - 原作：山崎豊子（新潮社新潮文庫刊）、制作協力：ファインエンターテイメント
- 今夜ひとりのベッドで（主演：本木雅弘）

#### 2006年
- ガチバカ!（主演：高橋克典） ＊
- 弁護士のくず（主演：豊川悦司） ＊ - 原作：小林茂和（法律監修）・井浦秀夫（作画）（小学館ビッグコミックス刊）、制作協力：大映テレビ
- 花嫁は厄年ッ!（主演：篠原涼子） - 制作 ：The icon
- 嫌われ松子の一生（主演：内山理名） ＊ - 原作：山田宗樹（幻冬舎刊）

#### 2007年
- きらきら研修医（主演：小西真奈美） ＊ - 原作：織田うさこ（アメーバブックス刊）
- 孤独の賭け〜愛しき人よ〜（主演：伊藤英明、長谷川京子） ＊ - 原作：五味川純平（幻冬舎幻冬舎文庫刊）
- 肩ごしの恋人（主演：米倉涼子、高岡早紀）＊ - 原作：唯川恵（マガジンハウス刊）
- ジョシデカ!-女子刑事-（主演：仲間由紀恵、泉ピン子）

#### 2008年
- だいすき!! （主演：香里奈）＊ - 原作：愛本みずほ（講談社BE・LOVE掲載）、企画協力：ドラマデザイン社